# Wspinaczka klasyczna
Wspinaczka klasyczna – rodzaj wspinaczki polegający na pokonywaniu drogi wspinaczkowej z użyciem wyłącznie rąk i nóg. Sprzęt wspinaczkowy służy tutaj jedynie do asekuracji. Niedozwolone jest chwytanie się haków, stawanie na spitach, podciąganie na linie czy wspinanie się po linie poręczowej.
Wspinaczka klasyczna jako konkurencja sportowa w ramach dyscypliny, wspinaczki sportowej jest rozgrywana na zawodach wspinaczkowych podczas zimowych światowych igrzysk wojskowych.
Istnieje wiele stylów wspinaczki klasycznej. 